# Köpehandelskompaniet
Köpehandelskompaniet inrättades 1614 och fick privilegier, skepp och kanoner av Gustav II Adolf och skulle ensamt ha rätt att köpa och utskeppa all råkoppar. Det uppgick 1625 i Generalhandelskompaniet.